# Leucadendron salicifolium
Leucadendron salicifolium är en tvåhjärtbladig växtart som först beskrevs av Richard Anthony Salisbury, och fick sitt nu gällande namn av I. Williams. Leucadendron salicifolium ingår i släktet Leucadendron och familjen Proteaceae. Inga underarter finns listade i Catalogue of Life.